# Does Your Mother Know
Does Your Mother Know ist ein Lied der schwedischen Popgruppe ABBA aus dem Jahr 1979. Es wurde von Benny Andersson und Björn Ulvaeus geschrieben, die Leadvocals wurden ungewöhnlicherweise von Ulvaeus übernommen. Das Stück erschien im April 1979 auf ihrem sechsten Album Voulez-Vous und wurde zeitgleich als Single veröffentlicht. Der Song Kisses of Fire, der auch auf dem Album enthalten war, befand sich auf der B-Seite. Das Stück handelt vom Flirt eines Mannes mit einem viel jüngeren Mädchen in einem Nachtclub.

## Entstehung
Das Lied entstand bei Anderssons und Ulvaeus’ Aufenthalt auf den Bahamas im Januar 1979. Dort entwickelten sie auch einige andere Stücke für das Album. Es ist – ebenso wie die zu jener Zeit neuen ABBA-Songs Voulez-Vous und Summer Night City – eine Disco-Nummer. Sie waren allesamt vom damals sehr oft gespielten Discostil in den US-amerikanischen Radiosendern beeinflusst. Die beiden Komponisten von ABBA hatten zuvor eine Schreibblockade gehabt, die sie somit überwinden konnten. Begonnen wurde mit der Aufnahme zu Does Your Mother Know am 6. Februar 1979 unter dem Arbeitstitel „I Can Do It“. Die Einleitung besteht aus Trommeln, Bass, Klavier und anschließend Gitarrenspuren.
Im Februar 1979 begab sich die Gruppe zwecks der Dreharbeiten für ein Fernsehspecial in die Schweiz. Hier wurde das Lied zehn Tage nach Aufnahmebeginn uraufgeführt, allerdings in einer Version, die später noch überarbeitet wurde. Die Arbeiten daran dauerten noch bis Ende März 1979 an, ehe Does Your Mother Know im April als Single veröffentlicht werden konnte. Laut Ulvaeus wäre der Erfolg der Single vielleicht noch größer gewesen, hätten Agnetha Fältskog und Anni-Frid Lyngstad die Leadvocals übernommen.
Eine anfangs geplante spanische Version des Stückes wurde nie realisiert. Für diverse Veröffentlichungen in anderen Ländern wurde Does Your Mother Know unterschiedlich abgemischt, so beispielsweise für eine australische Ausgabe, bei der das Liedende um etwa zehn Sekunden gekürzt wurde. Für eine japanische Veröffentlichung wurde hingegen der Anfang um über zwei Minuten verlängert. Am 5. April 1979 filmte die Gruppe in den Europa Film Studios in Stockholm die Musikvideos für Does Your Mother Know und Voulez-Vous. Dabei trugen sie für beide Auftritte jeweils unterschiedliche Kostüme.

## Kommerzieller Erfolg

### Chartplatzierungen
Die Single wurde aus dem Album zur erfolgreichsten in den USA, wo sie in die Top 20 kam. Dies gelang ihr auch in Mexiko und Südafrika, während sie in Irland, den Niederlanden, Australien, Kanada und Simbabwe in die Top Ten kam sowie in Frankreich und Neuseeland in die Top 30. In Belgien konnte sie mit Platz 1 die Charts anführen.
In Frankreich wurde Does Your Mother Know zusammen mit Voulez-Vous auf einer blauen 12-Zoll-Single veröffentlicht. In Argentinien und Brasilien erschien das Lied zusammen mit drei anderen Albumtracks als Extended Play.
| ChartsChartplatzierungen       | Höchstplatzierung | Wochen |
| ------------------------------ | ----------------- | ------ |
| Deutschland (GfK)              | 10 (15 Wo.)       | 15     |
| Österreich (Ö3)                | 13 (12 Wo.)       | 12     |
| Schweiz (IFPI)                 | 6 (10 Wo.)        | 10     |
| Vereinigte Staaten (Billboard) | 19 (14 Wo.)       | 14     |
| Vereinigtes Königreich (OCC)   | 4 (9 Wo.)         | 9      |

### Auszeichnungen für Musikverkäufe
Does Your Mother Know erhielt in Großbritannien für 600.000 Verkäufe eine Platin-Schallplatte.
| Land/Region                  | Auszeichnungen für Musikverkäufe (Land/Region, Auszeichnung, Verkäufe) | Verkäufe |
| ---------------------------- | ---------------------------------------------------------------------- | -------- |
| Neuseeland (RMNZ)            | Gold                                                                   | 15.000   |
| Vereinigtes Königreich (BPI) | Platin                                                                 | 600.000  |
| Insgesamt                    | 1× Gold · 1× Platin ·                                                  | 615.000  |

Hauptartikel: ABBA/Auszeichnungen für Musikverkäufe

## Trivia
- In der Komödie Johnny English – Der Spion, der es versiebte aus dem Jahr 2003 wurden Auszüge aus dem Lied für eine Szene verwendet, in welcher der Protagonist im Badezimmer dazu tanzt.
- Für den Film Mamma Mia! aus 2008, in dem das Lied gesungen wird, wurden im Text die Rollen vertauscht. Während der Originalsong von einem Mann handelt, der mit einem deutlich jüngeren Mädchen flirtet, zeigt der Film ein Techtelmechtel zwischen einer der älteren Protagonistinnen und einem Jugendlichen.